# Blanc Moulin
De Blanc Moulin (ook: Moulin Régout, Moulin Demolein of Moulin Hossay) is een watermolen op de Berwijn in de tot de Belgische gemeente Dalhem behorende plaats Mortroux, gelegen aan de Val de la Berwinne 2.
Deze onderslagmolen fungeerde als korenmolen.
In 1800 stond al een molen op deze plaats. Het molengebouw is van natuursteen. In 1990 werd het molenhuis gerestaureerd. In 2011 werd een nieuw waterrad geplaatst om het vorige, dat verroest was, te vervangen. Ook het binnenwerk is nog grotendeels aanwezig.